# Dia sombrio (Bruegel)
Dia sombrio (em neerlandês:  De Sombere Dag) é uma das pinturas a óleo sobre madeira componentes da série Os Meses pintada por Pieter Bruegel em 1565 e que se encontra actualmente no Museu de História da Arte em Viena.
Para Bruegel a paisagem deixa de ser apenas o enquadramento de cenas bíblicas ou mitológicas, para se tornar o sujeito da pintura, na qual se integra a actividade humana. Bruegel era um humanista e um observador exímio da natureza em todas as suas formas, incluindo a humana, e nesta série, ele celebra a natureza e a actividade do homem nela integrada. Estas cenas campestres mostram a vida de todos os dias, o trabalho diário realizado pelas sucessivas gerações de camponeses.

## Descrição
Em primeiro plano, do lado direito, um grupo de camponeses prepara-se para terminar o seu trabalho de poda e corte de madeira antes que a luz termine. Um homem está, de fato, cortando os ramos secos ou improdutivos de uma árvore e outro está recolhendo-os em molhos. As três figuras à direita estão, em vez disso, dedicadas à conversa e alegria, uma referência provável ao Carnaval. Esta época também é invocada com a coroa de papel na cabeça da criança que leva uma lanterna e com o homem a comer bolachas. Mais longe, no canto esquerdo, uma mulher e uma criança conduzem um homem à taberna "Sob as estrelas", como mostra o anúncio. Há também um tocador e um camponês que está encostado à parede, talvez bêbado; outro está agachado perto de sua carroça, talvez a pesar o cereal, e um está a reparar o telhado da casa.
Para além da aldeia abre-se uma ampla paisagem, com uma baía onde os barcos estão em dificuldade devido às ondas do mar, após a passagem de uma tempestade. O céu está carregado de nuvens, mas à esquerda a luz está a despontar, na extraordinária paisagem de montanhas cobertas de neve numa das quais se divisa um castelo.
É incrível a síntese cromática da pintura, com o contraste entre os tons quentes do bosque e da aldeia, e os tons frios, gelados, da água, do céu e das montanhas. Referências cruzadas aqui e ali animam a cena, como os brancos que aparecem sobre as montanhas, na empena da casa rústica à direita, na bagagem da carroça e nas roupas de alguns personagens em primeiro plano.

## História
A obra fez parte da série Meses, dos quais seis quadros restam cinco pois um deles perdeu-se, série encomendada pelo próspero comerciante e conhecedor de arte Niclaes Jonghelinck de Antuérpia. Em 1594, a série já estava na posse do Conselho desta cidade que a ofereceu de presente a Ernesto, Arquiduque da Áustria, então governador dos Países Baixos que estava em Bruxelas. Depois a obra viajou até Praga passando a integrar as vastas coleções de Rudolfo II. A obra permaneceu na coleção imperial de Viena tendo sido colocada depois no Museu de História da Arte em Viena.